# Hypoplexia carnicolora
Hypoplexia carnicolora là một loài bướm đêm trong họ Noctuidae.